# Naso maculatus
Naso maculatus és una espècie de peix pertanyent a la família dels acantúrids.

## Descripció
- Pot arribar a fer 60 cm de llargària màxima.
- Cos allargat, més alt i més blavós que Naso lopezi.
- 6-7 espines i 26-28 radis tous a l'aleta dorsal i 2 espines i 26-28 radis tous a l'anal.[2][3]

## Hàbitat
És un peix marí, associat als esculls i de clima tropical (29°N-19°N, 119°E-156°W) que viu entre 43 i 220 m de fondària.

## Distribució geogràfica
Es troba al Pacífic: des del Japó fins a l'illa de Lord Howe i les illes Hawaii.

## Costums
És bentopelàgic i mesopelàgic.

## Observacions
És inofensiu per als humans.